# Вальдемар Фегеляйн
Вальдемар Фегеляйн (нім. Waldemar Fegelein; 9 січня 1912, Ансбах, Франконія — 20 листопада 2000) — офіцер військ СС, штандартенфюрер СС (21 грудня 1944). Кавалер Лицарського хреста Залізного хреста (16 грудня 1943).

## Біографія

### Ранні роки
Народився 9 січня 1912 року в Ансбасі. Молодший брат Германа Фегеляйна.
В 1934 році вступив у головну кавалерійську школу СС в Мюнхені. Проявив себе як чудовий кавалерист і був членом Олімпійської команди Німеччини з кінного спорту.

### Друга світова війна
Під час війни служив у кавалерійських частинах СС.
З 15 жовтня по 20 листопада 1941 року тимчасово командував 15-м добровольчим кавалерійським полком СС.
Воював на радянсько-німецькому фронті під командуванням свого брата, з квітня 1944 року — командир 17-го кавалерійського полку СС 8-ї кавалерійської дивізії СС «Флоріан Гайєр».
з 26 лютого по березень 1945 року — командир 37-ї добровольчої кавалерійської дивізії СС «Лютцов».

### Повоєнні роки
Після закінчення війни змінив ім'я на Аксель Фегеляйн, займався розведенням коней, керував кінним заводом у Неє, поблизу Бад-Верісгофену.

## Підвищення під час Другої світової віни
- Гауптштурмфюрер СС (20 липня 1938)
- Штурмбаннфюрер СС (20 квітня 1942)
- Оберштурмбаннфюрер (30 січня 1944)
- Штандартенфюрер СС (21 грудня 1944)

## Нагороди
- Німецький кінний знак в золоті
- Почесна шпага рейхсфюрера СС
- Кільце «Мертва голова»
- Спортивний знак СА в сріблі
- Німецька імперська відзнака за фізичну підготовку в золоті
- Медаль «У пам'ять 13 березня 1938 року»
- Медаль «У пам'ять 1 жовтня 1938»
- Залізний хрест
  - 2-го класу (15 грудня 1940)
  - 1-го класу (10 липня 1941)
- Нагрудний знак «За участь у загальних штурмових атаках» в сріблі (10 жовтня 1941)
- Медаль «За зимову кампанію на Сході 1941/42»
- Нагрудний знак «За поранення» в сріблі
- Нагрудний знак ближнього бою в бронзі
- Лицарський хрест Залізного хреста (16 грудня 1943)
- Німецький хрест в золоті (2 грудня 1944)